# Liste der Botschafter der Vereinigten Staaten in Zentralamerika
Diese Liste umfasst die Botschafter der Vereinigten Staaten in der Zentralamerikanischen Konföderation. Diese bestand von 1823 bis 1840. Regierungssitz war bis 1835 Guatemala-Stadt und anschließend San Salvador.
| Ernennung Akkreditierung | Name                   | ernannt von       | akkreditiert bei der Regierung | Posten verlassen |
| ------------------------ | ---------------------- | ----------------- | ------------------------------ | ---------------- |
| 1825                     | John Williams          | John Quincy Adams | Manuel José Arce y Fagoaga     |                  |
| 17. Dezember 1833        | Charles Gerrit De Witt | Andrew Jackson    | José Francisco Morazán Quezada | 1. Januar 1839   |
| 1838                     | John Lloyd Stephens    | Andrew Jackson    | Diego Vigil Cocaña             | 1840             |